# Boulancourt
 Boulancourt  es una comuna y población de Francia, en la región de Isla de Francia, departamento de Sena y Marne, en el distrito de Fontainebleau y cantón de La Chapelle-la-Reine.
Su población en el censo de 1999 era de 325 habitantes.
No está integrada en ninguna Communauté de communes u organismo similar.

## Demografía
| 256 | 279 | 263 | 277 | 240 | 263 | 263 | 264 | 232 | 237 | 255 | 213 | 211 | 185 | 217 | 233 | 203 | 211 | 201 | 182 | 163 | 178 | 186 | 163 | 175 | 166 | 127 | 132 | 165 | 218 | 287 | 325 |
| Para los censos de 1962 a 1999 la población legal corresponde a la población sin duplicidades (Fuente: INSEE [Consultar]) |     |     |     |     |     |     |     |     |     |     |     |     |     |     |     |     |     |     |     |     |     |     |     |     |     |     |     |     |     |     |     |

- Datos: Q1422141
- Multimedia: Boulancourt / Q1422141

1. ↑  Worldpostalcodes.org, código postal n.º 77760.
2. ↑  INSEE, Datos de población para el año 2012 de Boulancourt (en francés).